# Massamá
Massamá é uma localidade portuguesa do Município de Sintra que foi sede da extinta Freguesia de Massamá, freguesia que tinha 2,78 km² de área, 28 112 habitantes (2011), uma densidade de 10 112,2 hab./km².
A 26 de Julho de 1997 a freguesia de Queluz dividiu-se em 3 freguesias e formou-se a cidade de Queluz da qual fazem parte as freguesias de Massamá, Monte Abraão e Queluz. Em 2013, no âmbito da reforma administrativa foi anexada à freguesia de Monte Abraão, criando-se a União de Freguesias de Massamá e Monte Abraão.
Um elemento patrimonial muito conhecido da antiga freguesia é o Chafariz de Massamá.

## População
| População da freguesia de Massamá | População da freguesia de Massamá | População da freguesia de Massamá | População da freguesia de Massamá | População da freguesia de Massamá | População da freguesia de Massamá | População da freguesia de Massamá | População da freguesia de Massamá | População da freguesia de Massamá | População da freguesia de Massamá | População da freguesia de Massamá | População da freguesia de Massamá | População da freguesia de Massamá | População da freguesia de Massamá | População da freguesia de Massamá |
| --------------------------------- | --------------------------------- | --------------------------------- | --------------------------------- | --------------------------------- | --------------------------------- | --------------------------------- | --------------------------------- | --------------------------------- | --------------------------------- | --------------------------------- | --------------------------------- | --------------------------------- | --------------------------------- | --------------------------------- |
| 1864                              | 1878                              | 1890                              | 1900                              | 1911                              | 1920                              | 1930                              | 1940                              | 1950                              | 1960                              | 1970                              | 1981                              | 1991                              | 2001                              | 2011                              |
|                                   |                                   |                                   |                                   |                                   |                                   |                                   |                                   |                                   |                                   |                                   |                                   |                                   | 28 176                            | 28 112                            |

Criada pela Lei N.º 36/97, de 12 de Julho, com lugares desanexados da freguesia de Queluz.

## Origem do nome

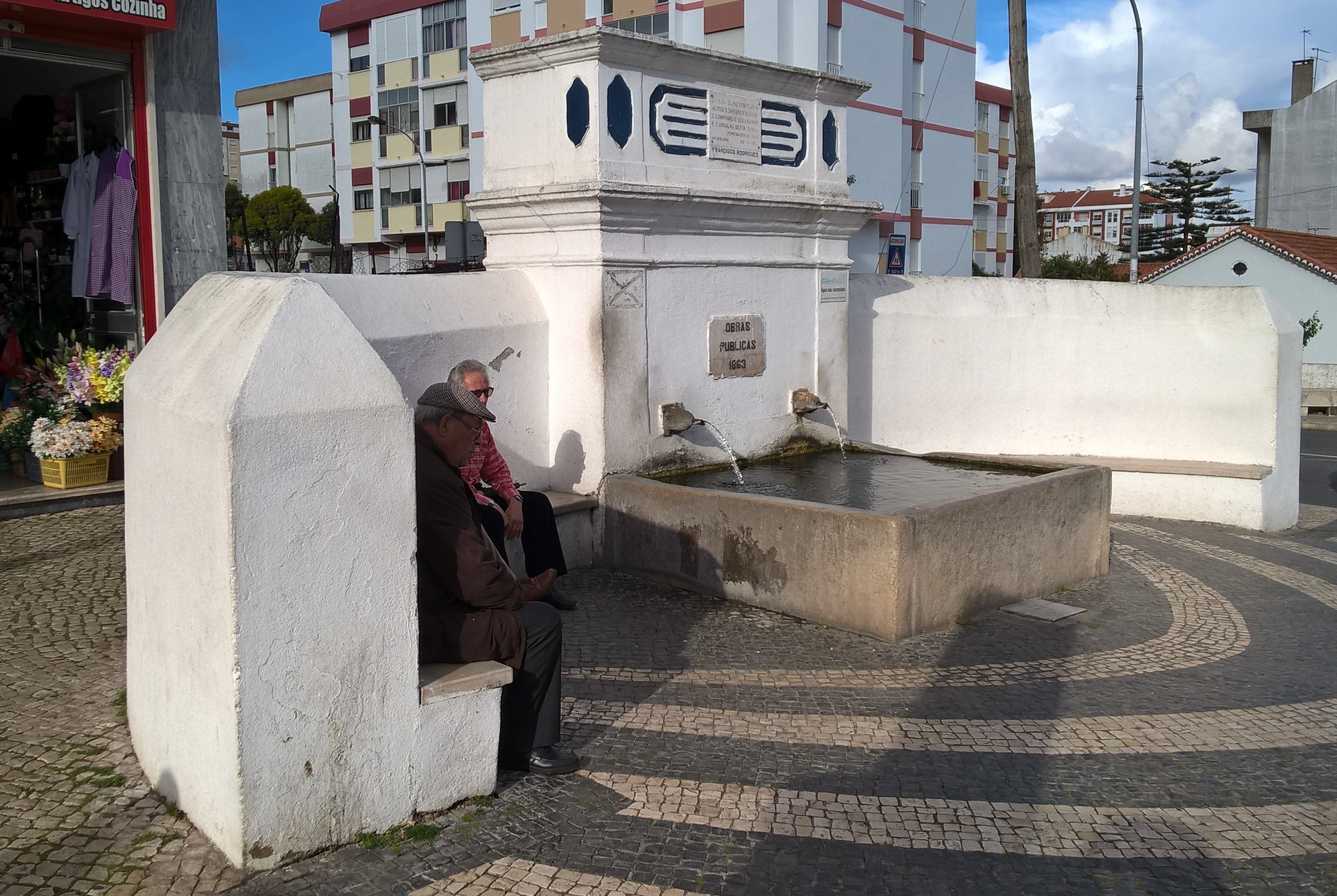
Chafariz de Massamá

O nome da freguesia tem origem no termo árabe "Mactamã", que significa "lugar onde se toma boa água", ou "fonte". Situado a meio caminho das praças fortes de Lisboa e de Sintra, era aqui que os antigos guerreiros, caçadores e viajantes costumavam parar, durante as suas viagens, para descansar e para se refrescarem a si e às suas montadas.

## História
Região muito fértil, chegou a ser considerada uma das melhores zonas de produção de trigo do país, onde chegaram a existir seis eiras: Casal da Barota, Casal do Olival, Casal Gouveia, Casal do Josézito, Quinta de Pero Longo e Quinta do Porto. O seu subsolo, rico em extensas reservas de água, serviu em dada altura para abastecer a Fábrica da Pólvora de Barcarena. O atual Chafariz de Massamá, considerado o ex-libris da freguesia, é alimentado por uma mina localizada no interior da Escola Básica N.º 1 de Massamá e que faz parte das muitas minas que existiram antigamente.

## Igreja
A igreja de São Bento de Massamá, localizada no sul de Massamá a 300m a norte da estação de Massamá e perto do Shopping Center Massamá, é uma igreja católica na qual a maioria da população crente/religiosa de Massamá, que é cristã católica, se dirige à missa e a outro tipo de celebrações aos Domingos e também durante a semana.
A igreja tem como seu padroeiro orago São Bento a qual celebra a sua festa normalmente no penúltimo Domingo do mês de junho com uma missa e uma procissão.
A paróquia possui vários grupos, movimentos e está ligada a várias atividades e instituições religiosas e não só. Durante a Jornada Mundial da Juventude de 2023 recebeu por volta de 2 mil peregrinos de língua francesa (de diferentes países, mas principalmente de França), tendo portanto participado no grande evento que se realizou em Lisboa. 
A igreja de Massamá encontra-se dentro do complexo paroquial de Massamá, que além da igreja é composto por um salão, onde antes de ser terminada a construção da igreja eram feitas aí as celebrações/missas, as capelas mortuárias nas traseiras do complexo (na rua Miguel Torga), um café-bar ao lado do salão, o cartório paroquial, as salas de catequese por baixo da igreja, várias salas para diferentes funções e um grande átrio onde se localiza um coreto. 
A igreja de Massamá tem uma forma simples com uma torre de sinos com uma altura equivalente a 10 andares, no seu interior possui imagens de santos e santas de, um grande "retábulo" com a imagem de Jesus Cristo na parede do altar/presbitério, possui uma pia batismal (batistério), um local de oração do sacrário, bem como outras características normais duma igreja.
Órgão de tubos: algo que sai logo à vista quando alguém entra na igreja de Massamá é uma espécie de grande caixa de madeira com vários tubos de diferentes tamanhos por cima da presidência do altar (presbitério), sendo algo raro presente nas igrejas católicas (normalmente presente apenas em grandes igrejas, ou seja, catedrais e basílicas). Ora, a igreja de Massamá possui um órgão de tubos, instrumento musical utilizado para acompanhar a liturgia (nomeadamente os cânticos), o órgão fica localizado ao lado do coro e os tubos encontram-se separados deste (possuindo uma ligação elétrica entre a consola do órgão e os tubos).
Este órgão de tubos foi fabricado na Itália e está na igreja desde que foi aberta (na sua dedicação), possui 70 tubos (com diferentes paradas/registos: 8'/pés (medida de tamanho dos tubos), 4', 2⅔' e 2').
É normalmente utilizado nas missas e diferentes celebrações por um organista.

## Personalidades ilustres
- Cândida Branca Flor
- Pedro Passos Coelho
- Andreia Rodrigues